# كويلمس دي مار ديل بلاتا
كويلمس دي مار ديل بلاتا هو فريق كرة سلة تأسس في 12 أبريل 1922 يقع في الأرجنتين. يلعب في دوري كرة السلة الوطني الأرجنتيني.

## وصلات خارجية
- الموقع الإلكتروني